# Eugen von Böhm-Bawerk
Eugen von Böhm-Bawerk (ur. 12 lutego 1851 w Brnie, zm. 27 sierpnia 1914 w Wiedniu lub Kramsach) – austriacki ekonomista, który w dużym stopniu przyczynił się do rozwoju szkoły austriackiej.
W 1900 roku Uniwersytet Jagielloński przyznał mu tytuł doktora honoris causa.

## Życiorys
Podczas studiów prawniczych na Uniwersytecie Wiedeńskim, młody Böhm-Bawerk przeczytał Zasady ekonomii Mengera i szybko został zwolennikiem jego teorii, mimo że nigdy nie był jego studentem. Joseph Schumpeter powiedział kiedyś o Böhm-Bawerku, że był on tak entuzjastycznie nastawiony uczniem Mengera, że ciężko doszukać się wpływu innych ekonomistów na jego poglądy. Podczas pobytu na uniwersytecie, został dobrym przyjacielem Friedricha von Wiesera, który następnie został jego szwagrem.
Po ukończeniu studiów w 1872 znalazł zatrudnienie w austriackim ministerstwie finansów. Zasiadał na różnych stanowiskach do 1880, kiedy to został wykładowcą ekonomii politycznej na Uniwersytecie w Wiedniu. Rok później przeniósł się na Uniwersytet Leopolda i Franciszka w Innsbrucku, gdzie pracował do 1889, zostawszy profesorem w 1884. W czasie swojego pobytu w Innsbrucku opublikował pierwszą część swego magnum opus Kapitał i zysk z kapitału.
W 1889 został kanclerzem w ministerstwie finansów w Wiedniu. Reprezentował rząd w Niższej Izbie, będąc odpowiedzialny za sprawy podatkowe. Zaproponował między innymi reformę podatków bezpośrednich. Ówczesne, wysokie stawki opodatkowania w Austrii mocno obciążały przemysł, szczególnie w czasach wojny, znacznie hamując tym samym inwestycje. Propozycja Böhm-Bawerka wprowadzała nowoczesny podatek dochodowy. Została ona szybko zatwierdzona i okazała się wielkim sukcesem.
W 1895 po raz pierwszy został Ministrem Finansów. Był dwukrotnie nominowany na to stanowisko, jednak w obu przypadkach sprawował urząd bardzo krótko. Po raz trzeci został wybrany w roku 1900 i pozostał na stanowisku do 1904. Jako minister finansów nieustannie walczył o zrównoważony budżet i pozostanie przy systemie waluty złotej. W 1902 zlikwidował dopłaty cukrowe, które były elementem austriackiego systemu przez prawie dwa wieki. Ostatecznie zrezygnował ze stanowiska w 1904, gdy olbrzymie potrzeby finansowe armii zagroziły równowadze budżetowej. Alexander Gerschenkron, historyk, krytykował Böhm-Bawerka za jego skąpstwo i politykę oszczędności, a także obarczył winą za zacofanie austriackiej gospodarki, która miała wynikać z niechęci do wydatków na projekty publiczne. Poglądy Josepha Schumpetera są znacząco odmienne: podziwia on Böhm-Bawerka za jego wysiłki w kierunku poprawy stabilności finansowej państwa. Jego podobizna znajdowała się na stu szylingowym banknocie w latach 1984–2002 (czyli do momentu wprowadzenia waluty euro).
Jest on autorem bardzo obszernej krytyki dotyczącej teorii Karola Marksa, mimo to na jego seminariach w latach 1905 i 1906 uczęszczało kilku przodujących marksistów, włączając w to Rudolfa Hilferdinga. W 1904 powrócił na Uniwersytet w Wiedniu. Nauczał wielu wybitnych studentów, którymi byli między innymi Joseph Schumpeter, Ludwig von Mises, Henryk Grossmann.

## Teorie

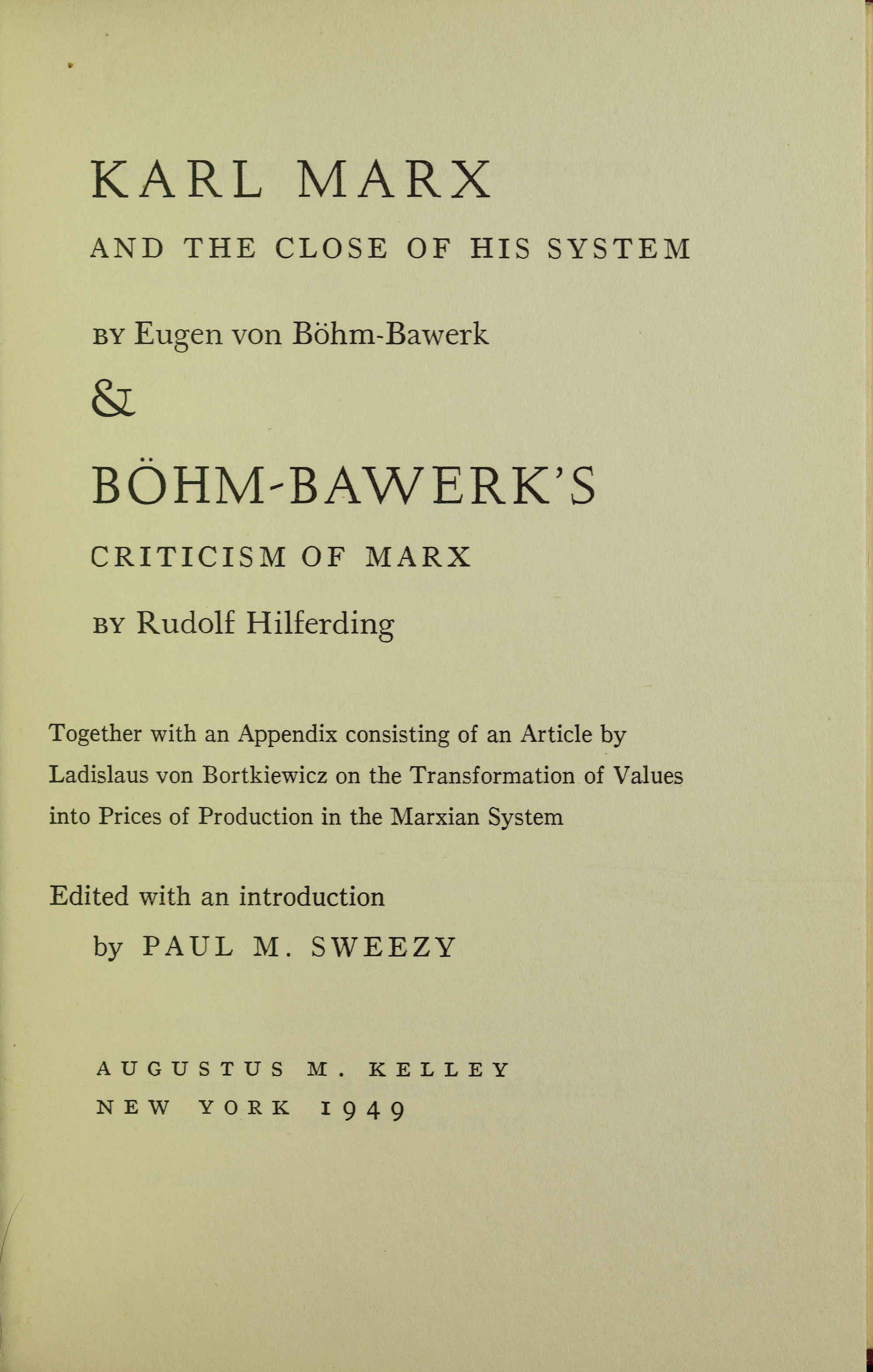
Karl Marx and the close of his system

Böhm-Bawerk jest autorem koncepcji okrężnych metod produkcji. Teoria ta dotyczy kapitału i procentu, oraz ich współzależności. Jako uproszczenie przedstawia on rysunek tarczy strzelniczej. Ma on przedstawiać czas produkcji. Środek tarczy jest początkiem produkcji, przy użyciu podstawowych dóbr naturalnych (ziemi i pracy). Każdy kolejny okrąg jest natomiast efektem działania nie tylko dóbr naturalnych, ale również kapitałowych. Im bardziej zaawansowany jest stopień produkcji, tym dalej od centrum znajduje się produkt. Przekroczenie ostatniego kręgu prowadzi do konsumpcji. Na modelu tym bazował F.A. Hayek, gdy tworzył swój trójkąt. Rysunek tarczy charakteryzuje wymiar czasowy procesu produkcji oraz nakreśla różnorodność (heterogeniczność) kapitałów, jakie są w niego zaangażowane. Böhm-Bawerk wykazuje, iż kapitał pod różną postacią jest alokowany pomiędzy różnymi pierścieniami. Najczęściej ten przydział jest dokonywany przez przedsiębiorców, którzy tym samym wpływają na ceny dóbr w różnych kręgach.
Ludwig von Mises, formułując teorię cyklu koniunkturalnego w swoim dziele The Theory of Money and Credit, odnosi się i rozwija przemyślenia Böhm-Bawerka dotyczące kapitału i zysku z kapitału, łącząc je z modelem cyklu koniunkturalnego szkoły obiegu pieniężnego oraz rozróżnieniem ekonomisty Knuta Wicksella na ,,naturalne" i bankowe stopy procentowe.

## Opublikowane prace
Pierwszy tom Kapitału i zysk z kapitału został opisany przez Ludwiga von Misesa jako „najwybitniejszy wkład w rozwój nowoczesnych teorii ekonomicznych”. Zatytułowany jest on Historia i krytyka teorii stóp procentowych (1884) i stanowi wyczerpujące studium dotyczące alternatywnych teorii: działania, produktywności, wstrzemięźliwości.
Część ta zawiera także krytykę teorii wyzysku Marksa. Böhm-Bawerk dowodzi, że kapitaliści nie wykorzystują swoich pracowników. Pracodawcy w rzeczywistości pomagają im, dostarczając dziś dochód, który uzyskają w przyszłości za sprzedaż towarów, które oni wytwarzają. Twierdził, iż siła robocza nie może zwiększyć swojego udziału kosztem kapitału. Dokładniej mówiąc, kwestionował on marksistowską teorię wyzysku, zwracając uwagę na pominięcie w niej czynnika czasu, który opisał w swojej teorii obiegowości. Zwraca też uwagę na podważanie istotnej roli stopy procentowej poprzez redystrybucję dochodów z przemysłu kapitałowego. Zdaniem Böhm-Bawerka całkowita wartość produktu nie jest wytworzona przez pracownika; praca może być opłacana jedynie w obecnej wartości przewidywanego w przyszłości przychodu.
Karol Marks i zbliżenie jego systemu (1896) bada marksistowską teorię wartości pracy, wytykając podstawowe błędy zawarte w jego systemie. Wynikają one z wewnętrznej sprzeczności poglądów dotyczących praw ekonomicznych. Zauważa on, że teorie Marksa zawarte w trzecim tomie Kapitału wykluczają się z jego poglądami opisanymi w tomie pierwszym. Krytykuje on także Marksa za lekceważenie wpływu podaży i popytu na wyznaczanie cen, a także za zamierzoną dwuznaczność takich pomysłów.
Pozytywna teoria kapitału autorstwa Böhm-Bawerka jest drugim tomem Kapitału i zysku z kapitału. Wprowadza ona czas do modelu produkcji, a także płatności odsetkowe, jakie pociąga on za sobą. Księga III (część drugiego tomu) Wartość i cena rozwinęła rozważania Mengera dotyczące użyteczności krańcowej z Zasad ekonomii. Tłumaczy on w niej ideę subiektywnej wartości – rzecz posiada wartość tak długo, jak występuje na nią popyt.

Rolnik posiadał pięć worków ziarna, nie może ich sprzedać ani kupić następnych. Używał tego zboża do pięciu różnych celów: jako podstawowy pokarm dla siebie, jako żywność wzmacniająca jego siłę, jako paszę dla kurcząt wzbogacającą ich dietę, jako składnik produkcji whisky oraz jako pokarm dla papug, aby mogły go bawić. Następnie rolnik zgubił jeden worek ziarna. Zamiast obniżyć przydział ziarna na każdy z celów o jedna piątą, zaczął głodzić papugi, ponieważ miały dla niego mniejszą użyteczność krańcową niż pozostałe warianty. To właśnie na podstawie wartości marginalnych, a nie całkowitych, podejmujemy decyzje ekonomiczne.

Tom trzeci, zatytułowany Kolejne rozprawy nad kapitałem i zyskiem z kapitału i wydany w 1921, początkowo rozprowadzano jako dodatek do tomu drugiego. Bohm-Bawerk wyjaśnia w nim wszystkie nieścisłości i zastrzeżenia dotyczące poprzednich dzieł, a także odpowiada na krytykę.
Jego krytyka teorii marksistowskich została ostro oceniona przez zwolenników Marksa, takich jak Nikołaj Bucharin, który w swoich Ekonomicznych teoriach klasy próżniaczej dowodzi, że założenia Böhm-Bawerka dotyczące wolności jednostki i subiektywnych teorii są błędne. Uważa on, że te ekonomiczne zjawiska można wytłumaczyć tylko poprzez historyczną analizę społeczeństwa – tak jak zrobił to Marks.
Wiele z prac Böhm-Bawerka zostało opublikowanych w Stanach Zjednoczonych przez przemysłowca z Chicago, zapalonego libertarianina Fredericka Nymeyera i wydawnictwo Libertarian Press.

## Odznaczenia
Odznaczenia Eugena von Böhm-Bawerka to między innymi:
- Kawaler Orderu Korony Żelaznej I klasy
- Odznaka Honorowa za Dzieła Sztuki i Umiejętności
- Medal Jubileuszowy Pamiątkowy dla Cywilnych Funkcjonariuszów Państwowych
- Order Lwa i Słońca I klasy (Persja)